# Miljonären Mårtensson
Miljonären Mårtensson är en barnbok av Viveca Lärn (tidigare Sundvall) utgiven 1989 av Rabén & Sjögren. Boken ingår i Mimmiserien.

## Handling
Mimmi 8 år är den som berättar. Hon bor i Kungälv med sin mamma Elin, som arbetar som servitris på Gyllene Svanen och tycker om att läsa böcker, och pappa Oskar, som är brevbärare och älskar sin odlingslott. Klasskompisen Anders och hans lillebror sexårige Eddie har en sviktande familjesituation med en frånvarande mamma och en pappa som kör lastbil och ibland lämnar pojkarna att sköta sig själva över natten och som har en svaghet för alkohol. Mimmi och Anders fantiserar om att bli miljonärer och vid ett besök i köpcentret Nordstan i Göteborg erbjuder sig en fascinerande möjlighet. Eddie blir vän med en trashank som är en riktig miljonär enligt Mimmis pappa. Mimmis familj ska åka med Danmarksfärjan till Skagen över påsklovet och Mimmi övertalar föräldrarna att låta Anders och Eddie följa med. Eddie provar Holger Drachmanns hatt och en ny intressant bekantskap, Majlis Mårtensson, berättar för barnen hur tråkigt det i själva verket är att vara miljonär.